# Anonyx multiarticulatus
Anonyx multiarticulatus is een vlokreeftensoort uit de familie van de Uristidae. De wetenschappelijke naam van de soort is voor het eerst geldig gepubliceerd in 1913 door Pearse.